# یون فینتشتئانو
یون فینتشتئانو (رومانیایی: Ion Finteșteanu؛ ‏ تلفظ رومانیایی: [iˈon finteʃˈte̯anu]؛ ۱۸ مارس ۱۸۹۹ – ۲۱ اکتبر ۱۹۸۴) بازیگر اهل رومانی بود.
از فیلم‌هایی که وی در آن‌ها نقش داشته‌است، می‌توان به والس تایتانیک، یاغی‌ها و ماجرای پروتار اشاره نمود.